# 神探伽利略
《神探伽利略》，是日本富士電視台的推理電視劇系列，改編自東野圭吾的「伽利略系列」推理小說，由福山雅治主演，劇中物理學家湯川學與刑警運用科學原理來偵破各種看似超自然現象的案件。
第一季在2007年10月15日至12月17日於每週一的日本時間晚間21:00至21:54的「月九」時段播出，女搭檔由柴咲幸飾演；第二季在2013年4月15日至6月28日同樣在「月九」時段播出，女搭檔由吉高由里子飾演。另有電影版《嫌疑犯X的獻身》（2008）、《真夏方程式》（2013）、《沉默的遊行》（2022）上映。

## 登場人物

### 主要人物
- 湯川學（第一季：36歲 → 第二季：42歲） - 福山雅治、三浦春馬（青年）（香港配音：潘文柏、曹啟謙（青年））

帝都大學理工學部物理系第13研究室的副教授，頭腦精明而且外表英俊，受女學生歡迎，但個性古怪，被草薙及內海稱為怪人伽利略。由於小孩思考「沒有邏輯」，極力抗拒和小孩溝通，甚至會全身起蕁麻疹（第二話）。大學時為羽毛球社的社員，並擅長打排球、壁球（Pelota）、攀岩及射箭。想到破案關鍵時，會在周圍找可寫物件（如筆）寫下大量物理公式，然後會將左手比為佛來明左手定則的形狀並放在臉上。
因為對不可思議或看似不可能的事件起興趣而幫助刑警，口頭禪是「毫無頭緒／完全沒有頭緒（さっぱり分からない）」、「真的很有趣（実におもしろい）」和「事出必有因（現象には必ず理由がある）」。
雖然幫警方破下不少案件，但湯川只對兇手的行兇手法有興趣，對於兇手是誰則認為是警方的職責。而其行徑也令內海（第一季）和岸谷（第二季）頭痛不已。
- 內海薰（第一季：27歲 → 第二季：33歲，巡查） - 柴咲幸、新志穗[1]（童年）（香港配音：曾秀清→陸惠玲）

貝塚北署的女刑警，生日3月2日，雙魚座，任職交通課時，以自己為誘餌，創下逮捕65名痴漢的記錄。後轉至搜查課工作，並於前輩草薙俊平的介紹下認識湯川，而內海也冒昧請求物理學教授湯川學幫忙調查一宗難解的人體燃燒命案。初次與湯川碰面，內海無法理解他對科學以外事物漠不關心，拒人於千里的冷漠，但又不由得佩服他的科學天才、異於常人的觀察及分析能力，往往憑藉毫不起眼的蛛絲馬跡，並透過科學實驗作引證，破解疑案；但湯川漸漸將查案當成興趣，又令她啼笑皆非。
駕駛的汽車為酒紅色Blade五門版本。在第一季中與湯川學合作辦案，第二季第一章中客串登場，向湯川表示之後會調職至美國一年。
- 草薙俊平（第一季：36歲 → 第二季：42歲，警部補） - 北村一輝、佐野和真（青年）（香港配音：陳欣、張裕東（青年））

貝塚北署工作的刑警，在湯川的協助下曾破多宗大案，獲得內海傾慕的「奇案獵人」，並在第一集人體起火事件的第二天榮升到警視廳本廳。
- 岸谷美砂（25歲，警部補） - 吉高由里子（香港配音：張頌欣）

第二季登場，帝都大學法學部出身，警視廳搜查1課的年輕女刑警。第二季中因內海薰被調職至美國，接替她的職務。在警局中還沒有實績，卻對自己相當自信，對於長輩不用敬語，常常與助手栗林鬥嘴，稱他為「萬年助手」。
- 牧村朋佳 - 新木優子

特別篇《禁忌的魔術》登場，貝塚北署的女刑警，草薙的部下。

### 貝塚北警察署
- 弓削志郎（第一季：31歲→ 第二季：37歲，巡查） - 品川祐（日语：品川祐）（品川莊司（日语：品川庄司））（香港配音：陳卓智）

貝塚北署工作的刑警，為草薙的後辈及内海的前辈。原作是直覺很強的刑警，不過電視劇是相當平庸的刑警。
- 城之內櫻子（第一季：38歲→ 第二季：44歲） - 真矢美季（香港配音：沈小蘭）

美女法醫，曾與草薙合作，經常為內海提供意見和聆聽她的煩惱。
- 柿坂千鶴 - 山崎真實
- 青柳塔子 - 三浦麻友
- 門松真希 - 小林喜名子（第一季）
- 太田川稔 - 澤部佑（30歲）（原市）（香港配音：陳卓智）

第二季登場，貝塚北署刑警，內海的後輩及岸谷的前辈。對岸谷的推理常抱持懷疑的態度。
- 以撒（Issac）  - 安原馬立克勇人（香港配音：黃積權）

第二季登場，東京都監察醫務院法醫。

### 帝都大学理工学部
- 栗林宏美（第一季：45歲 → 第二季：51歲） - 渡邊一惠（香港配音：張炳強→朱子聰）

湯川學教授的助手，在湯川進入大學之前便已經是助手身分，至今至少當了20年以上的助手，但總是未能順利升等為副教授。極度不滿湯川協助警察偵查案件，認為他無法兼顧研究和案件。

### 湯川的學生

#### 第一季
- 村瀨健介 - 林剛史（香港配音：黃榮璋）

神崎彌生的弟弟，湯川研究室的研究生。
- 小淵澤隆史 - 福井博章（香港配音：曹啟謙）

湯川研究室的研究生，即將畢業。
- 森英太 - 伊藤隆大（香港配音：張裕東）

湯川研究室的研究生。
- 渡邊美雪 - 高山都（香港配音：張頌欣）

湯川研究室的研究生，即將畢業。
- 谷口紗江子 - 葵（香港配音：鄭麗麗）

湯川研究室的研究生。

#### 第二季
- 折川圭（23歲） - 今井隆文 （香港配音：鄧港文）
- 宇野原達也（22歲） - 田本清嵐 （香港配音：林筠翔）
- 田窪壯一郎 （22歲）- 小野塚勇人（香港配音：陳成港）
- 遠野美咲（22歲） - 逢澤莉娜（香港配音：羅孔柔）

小島結衣的朋友。
- 上杉萌子（21歲） - 吉倉葵（香港配音：吳羨婷）

### 各集角色

#### 第一季

##### 第一章：燃燒
- 金森龍男 - 唐澤壽明（香港配音：雷霆）

在金屬加工廠工作的技術人員，時常受到附近不良少年的騷擾。
- 時田社長 - 小林進（香港配音：梁志達）

加工廠的社長。
- 小川真奈 - 北村燦來（香港配音：林元春）

在事件發生時，看到空中紅光的少女。
- 山下良介 - 鈴之助（香港配音：黃啟昌）

事件的被害者，和不良少年的朋友們在公園中嘻鬧玩樂，時常影響附近居民的生活。

##### 第二章：離脫
- 上村宏 - 小市慢太郎（香港配音：翟耀輝）

上村忠廣的父親，自由作家。借兒子之事炒作新聞。
- 上村忠廣 - 今井悠貴（香港配音：何璐怡）

上村宏的兒子，小學生。自稱自己能靈體離脫。
- 竹田幸惠 - 虻川美穗子（香港配音：伍秀霞）

與上村家父子關係親近的燒肉店女老闆。
- 栗田信彥 - 石井正則（香港配音：李錦綸）

保險業務員，被警方懷疑是殺人案的嫌犯。
- 工廠廠長 - 蛭子能收（香港配音：陳曙光）

玻璃工廠的負責人。

##### 第三章：騷靈
- 神崎彌生 - 廣末涼子（香港配音：梁少霞）

湯川學生村瀨的姐姐，懷有神崎直樹的孩子。
- 神崎直樹 - 渡邊裕樹 （香港配音：劉昭文）

彌生的丈夫，在看護用品的公司服務。因為個性溫和深受年長者的喜愛。
- 高野英 - 森康子（香港配音：區瑞華）

神崎直樹失蹤當天，因心肌梗塞而死亡的老婆婆，直樹常趁跑業務的空檔去探望她。
- 高野昌明 - 甲本雅裕（香港配音：招世亮）

高野英的外甥，因為好賭而背負龐大的負債。
- 高野理枝 - 出口結實子 （香港配音：林元春）

高野昌明的妻子。
- 近藤武 - 曾根悠多（香港配音：陳欣）

高野昌明的酒友，因為聽說高野昌明有個有錢的阿姨，慫恿昌明賭博再放高利貸給他，以圖謀高野英的家產。
- 山田晴美 - 奈良崎圓（香港配音：黃玉娟）

近藤武的女友。

##### 第四章：壞死
- 田上昇一 - 香取慎吾（香港配音：蘇強文）

四谷工科大學的研究生，本人希望從事軍事相關的產業，湯川學對他的畢業論文給予不錯的評價。
- 篠崎怜子 - 蒼井空（香港配音：程文意）

被田上昇一於自家游泳池殺死的女大學生。

##### 第五章：絞殺
- 矢島秋穂 - 大後壽壽花（香港配音：黃玉娟）

死者矢島忠昭的女兒，患有氣喘。因為自小看雙親辛勤工作，有些許抑鬱傾向。
- 矢島貴子 - 水野美紀（香港配音：梁少霞）

死者矢島忠昭的妻子。
- 矢島忠昭（39歳） - 岡本光太郎（香港配音：招世亮）

女兒有氣喘病而舉家搬至空氣良好的長野縣鄉間，經營民宿跟玻璃工房。
- 長谷部 - 弓削智久（香港配音：黃榮璋）

帝都大學的學生，箭術選手。因為跟湯川學生谷口之間的戀情而使成績低迷，箭術教練拜託湯川勸離兩人分手。
- 公司員工 - 利重剛（香港配音：招世亮）

旅館對面的公司之員工，命案發生的時間曾目擊房內出現飛舞的火球。

##### 第六章：夢見
- 森崎禮美（17歳） - 堀北真希（香港配音：鄭麗麗）

鏡花女子高中的二年級學生，因前往坂木的占卜店而和坂木認識。收到坂木寄來的多封愛慕信。
- 森崎由美子 - 手塚理美（香港配音：陸惠玲）

森崎禮美的母親，數十年前與北野宗平外遇而懷有禮美，但是在禮美出生以前就與北野斷絕聯繫，回到丈夫身邊，因此丈夫並不知情。
- 坂木八郎 - 新井浩文、若林佑彌（香港配音：蘇強文，幼年：黃麗芳）

內海薰的青梅竹馬，占卜師。從小的時候就相信自己會和名為「森崎禮美」的女子結婚，所以便糾纏上門占卜且名字為「森崎禮美」的客人。
- 坂木香奈子 - 大島蓉子（香港配音：林丹鳳）

坂木八郎的母親。
- 北野宗平 - 沼崎悠（香港配音：林保全）

內海薰跟坂木在小學四年級時，住在附近的畫家。内海薰跟坂木常去他住處中玩耍，但内海薰搬家後不久便因事故身亡。
- 森崎敏夫 - 若杉宏二 （香港配音：葉振聲）

森崎由美子的丈夫，長年忙於公事，不知道妻子外遇。

##### 第七章：預知
- 菅原靜子（25歳） - 深田恭子（香港配音：梁少霞）

菅原滿的前妻，令人覺得楚楚可憐的美女。
- 菅原滿（41歳） - 塚地武雅（香港配音：葉振聲）

「菅原火腿公司」的社長，栗林助教的朋友。在自己房間內目擊了外遇對象的自殺，拜託學弟峰村幫忙收拾善後，後因外遇曝光而離婚。
- 峰村英和（36歳） - 佐藤重幸（現名：戶次重幸）（香港配音：陳廷軒）

菅原滿的學弟，機器人企業「HuRoBot」的公司職員。代替菅原滿前往冬美的房子確認遺體，兩人當初的結婚證人也是他。
- 瀨戶冬美（28歳） - 櫻井千壽（香港配音：許盈）

菅原滿的外遇對象，半年前在自己的房間裡一邊打電話給他，一邊上吊自殺。
- 管理人 - 甸甸 （香港配音：朱子聰）

瀨戶冬美公寓住所的管理人。

##### 第八章：時空傳送
- 前田千晶 - 釋由美子（香港配音：黃玉娟）

被害人的妹妹，擔心被跟蹤狂跟蹤的姊姊，曾數次住在她家裡。
- 前田美鈴（35歳） - 引田博子

事件的被害人，一邊經營料理教室，也研究料理並執筆撰寫食譜，是法醫城之內櫻子的至交。
- 金澤賴子 - 田熊靖子（香港配音：雷碧娜）

前田美鈴的料理教室的共同經營者。
- 小杉浩一（32歳） - 飛田淳史

命案的嫌疑犯，金澤賴子的男友，性格孤僻內向。無業，被金澤賴子像養寵物一樣養著。
- 警備員 - 田口主将

發現在料理教室當中發現案發的目擊者。

##### 第九章：爆炸
- 木島征志郎 - 久米宏 （香港配音：朱子聰）

帝都大學的原子能工學科（現能源工學科）的前教授，致力於夢幻合金Red Mercury的開發，但被當成是暗中開發核子武器而被內部舉發。
離開帝都大學後，成立『KS medical engineering』公司，表面上是從事醫療儀器的開發，實則暗中繼續Red Mercury的開發。在大學實驗室安裝了Red Mercury，並脅持內海薰，最後被湯川學破解終被捕。
- 穗積京子 - 本上真奈美（香港配音：林元春）

木島教授的秘書，是最理解木島的人，抱著強烈的義務感支持研究的工作。槍殺藤川雄一後自殺。
- 藤川雄一（33歳） - 坂本真（香港配音：翟耀輝）

帝都大學的原子能工學科（現能源工學科）的畢業生，大學畢業後在『KS medical engineering』工作，在事件發生之前退職。
發現木島的研究，想要據為己有而打算殺害木島，後被穗積京子所殺。
- 藤川伸江 - 泉晶子 （香港配音：林丹鳳）

藤川雄一的母親。
- 梅里尚彥（42歳） - 升毅（香港配音：招世亮）

龍仁湖爆炸事件的被害人，被藤川雄一以Super NaK炸死。生前是『KS medical engineering』的營業部負責人，曾做過武器商人。
- 山部晃 - 今西啓人（香港配音：黃榮璋）

大田區立貝塚第二中學學生和美術社社員，是「死亡面具」的作者。

#### 特別篇「伽利略Φ」：第零章「操縱」
- 鹽野谷明（22歲）- 長澤雅美（香港配音：林元春）

湯川的研究生，畢業後打算從事警職。
- 平原瑤子（19歲）- 小松彩夏（香港配音：何璐怡）

湯川的研究生。
- 友永幸正（63歲）- 蟹江敬三（香港配音：譚炳文）

金屬加工企業的前社長，被稱為「金屬魔術師」，受到國內外金屬工業的一致推崇。
因腦中風而半身癱瘓，可以站立但是無法行走，須依靠輪椅行動，居住於海邊的豪華別墅。
- 新藤奈美惠（27歲）- 香里奈（香港配音：陳凱婷）

幸正續娶妻子的女兒，雖與他無血緣關係，可是仍細心照料活動不便的幸正。
- 友永邦宏（31歲）- 波岡一喜（香港配音：梁偉德）

幸正的長子，在很小的時候就被離家出走的幸正元配帶走。遊手好閒的不良分子。
幸正不願自己努力的一輩子的公司落入他的手裡，因而預謀以自己自豪的金屬爆炸加工技術將其殺害。
- 紺野宗介（30歲）- 長谷川朝晴（香港配音：雷霆）

奈美惠的未婚夫。
- 村田教授 - 村松利史（香港配音：陳永信）
- 所澤三郎 - 柳原晴郎（香港配音：黃子敬）
- 安田 - 山西惇（香港配音：劉昭文）
- 井村 - 田鍋謙一郎（香港配音：馮錦堂）
- 岡部 - 高橋洋（香港配音：林國雄）

#### 第二季

##### 第一章：幻惑
- 連崎至光／石本一雄（本名） - 大澤隆夫（香港配音：招世亮）

宗教法人「苦愛會」的教主，被佐代子利用。在五年前建立「苦愛會」，原本是個按摩師，在致力研究氣功之後成為氣功師進行外氣功診療。由於療效得到好評，引起全國的議論。
- 石本佐代子 - 奧貫薰（香港配音：沈小蘭）

連崎的妻子，利用連崎。發熱儀器操作者。於案發當日發射強微波而令中上墜樓身亡。
- 真島 - 梶原善

「苦愛會」的第一部長，連崎的大弟子。與佐代子合謀利用連崎。
- 守屋肇 - 伊藤高史

「苦愛會」的第二部長。與佐代子合謀利用連崎。
- 中上正和 - 白倉裕二 （香港配音：梁偉德）

「苦愛會」的會計，案件中的死者，因受不住強烈的微波而墮樓身亡。
- 里山奈美 - 西原亞希

採訪「苦愛會」的「週刊TRY」女記者。最終也成為「苦愛會」的信徒。
- 桐谷 - 戶田昌宏

「苦愛會」的幹部。

##### 第二章：指標
- 真瀨加奈子 - 川口春奈（少女期：江良陽彩）（香港配音：陳皓宜）

正值青春年華的的女高中生。每當在生活上有不如意，或是對某件事情感到疑惑時，就會以佩帶的水晶鍊子，用探測術的方法求助。她先以方向決定「是」或「否」，拿穩鍊子，集中精神對著鍊子中心，然後才詢問鍊子特定的問題，藉著鍊子擺動的方向得知問題的答案。
- 門松信博 - 野添義弘（香港配音：李錦綸）

手工麵包店「門松麵包店」的店主。
- 野平光子 - 市川千惠子（香港配音：雷碧娜）

自宅被強盗入侵，遭勒斃身亡的老婦人。放在佛壇裡的金條也被拿走。
- 優香 - 田村真依奈

加奈子的朋友。
- 堀部浩介 - 奥村秀人（香港配音：張裕東）

加奈子中學時代仰慕的學長。
- 井澤里沙 - 大久保聰美

浩介的現女友。

##### 第三章：心聽
- 脇坂睦美 - 大島優子（AKB48）（香港配音：何璐怡）

網路資料復原公司「Penmax」營業部職員。耳邊經常響起類似飛蟲在周圍飛動的聲音，因此感到苦惱。
- 小中行秀 - 松尾諭（香港配音：劉昭文）

「Penmax」的系統工程師。以音波騷擾睦美、早見及加山，導致幻聽，間接殺死早見。
- 早見達郎 - 近江谷太朗（香港配音：張錦江）

「Penmax」的社長。因幻聽導致精神錯亂，在大橋上跳河自殺。
- 加山幸宏 - 宮本大誠（香港配音：陳廷軒）

「Penmax」的營業部經理。長期受幻聽困擾，導致精神衰弱，並刺傷了岸谷。
- 白井冴子 - 陽月華（香港配音：曾佩儀）

「Penmax」營業部職員。岸谷在帝都大學時的學姊。已去世（自殺），曾與早見達郎有婚外情關係。
- 由加里 - 原田佳奈 （香港配音：詹健兒）
- 佐藤聰子 - 松岡璃奈子（香港配音：梁少霞）

兩人為岸谷在帝都大學時的同學。

##### 第四章：曲球
- 柳澤忠正 - 田邊誠一 （香港配音：陳廷軒）

職棒球隊「湘南Earthleeds」的前投手。
- 柳澤（大野）妙子 - 中田有紀（電視主播） （香港配音：陸惠玲）

忠正的妻子。因故回到娘家。娘家中的暖爐突然起火燃燒，睡夢中的妙子因吸入濃煙，導致一氧化碳中毒身亡。
- 宗田祐輔 - 古田敦也（前日本職棒球員） （香港配音：張炳強）

柳澤職棒選手時期的隊友，擔任球隊的捕手。一直相信柳澤會重回球隊。
- 楊 - 田窪一世（香港配音：盧國權）

台灣料理店「台北風情」的老闆。最小的弟弟是台灣的職棒選手。
- 二之宮 - 大橋智和（香港配音：周良鴻）

東京消防廳的消防員。
- 遠藤紘美 - 田中小夏

「新橫濱Grace Hotel」裡的酒吧服務生。
- 志村孝彦 - 敦士（香港配音：麥皓豐）

「太陽Hotel Linen」的物流車駕駛。
- 川久保 - 山崎大輔（香港配音：林國雄）

「湘南Earthleeds」的監督。

##### 第五章：念波
- 磯谷（三上）若菜 - 桐谷美玲（香港配音：劉惠雲）

春菜的雙胞胎姊姊。已婚，在東京經營古董店。
- 三上春菜 - 桐谷美玲（一人分飾二角）（香港配音：劉惠雲）

若菜的雙胞胎妹妹。信用金庫內勤人員，未婚，獨居在長野縣的老家。
- 磯谷和宏 - 桐谷健太（香港配音：張方正）

若菜的丈夫。經營企業管理顧問公司，但是業績平平。
- 山下慎一 - 清水優

和宏的部下。
- 後藤剛志 - 涉川清彦（香港配音：蕭徽勇）

以電話從事非法詐騙行為的嫌犯。
- 和田美智子 - 恆吉梨繪

池野紀念綜合醫院護理師。

##### 第六章：密室
- 野木祐子 - 夏川結衣（香港配音：許盈）

NTC製作所主任研究員。東京化學技術大學畢業。登山活動的主辦人。
- 篠田真希 - 遊井亮子（香港配音：沈小蘭）

NTC製作所研究員。美國加州大學洛杉磯分校（UCLA）畢業。登山活動途中，在吊橋上被人從背後推落溪谷身亡。
- 藤村伸一 - 岡山一（香港配音：招世亮）

民宿主人。
- 潮見愛 - 白鳥久美子（日语：白鳥久美子）（搞笑團體「蒲公英」（日语：たんぽぽ (お笑いコンビ)））（香港配音：鄭麗麗）
- 關加奈子 - 川村惠美子（香港配音：羅杏芝）

兩人皆為參與登山活動的粉領族。岸谷也參加了這個活動。

##### 第七章：偽裝
- 小島結衣  - 香椎由宇（香港配音：羅杏芝）

與武彦從小就是青梅竹馬，與湯川的學生遠野美咲亦是朋友。養父太一小學時常虐待結衣，稍有不如意也會對妻子施暴，結衣因此對養父相當不滿。
受御座位岳祠堂神主生前所託，代為看管祠堂內烏天狗的木乃伊。
- 合田武彦  - 渡部豪太（香港配音：周良鴻）

上都賀警署地域課巡査，結衣與美咲的青梅竹馬。
- 御座位岳祠堂神主 - 濱田勝彥（香港配音：盧國權）
- 小島太一 - 中丸新將

結衣的養父。。
- 小島啓子 - 宮田早苗

結衣的親生母親。

##### 第八章：演技
- 神原敦子  - 蒼井優（香港配音：林元春）

劇團「Con Caloroso」（義大利文，意為「熱情」）的女演員。
- 安部由美子  - 佐藤仁美（香港配音：鄭麗麗）

劇團「Con Caloroso」的服裝管理員。
- 駒田良介 - 丸山智己（香港配音：黃啟昌）

劇團「Con Caloroso」的團長兼演員。在煙火大會舉辦期間，被人以刀子刺殺身亡。
- 段田團二郎 - 葛茲石松（鈴木有二）（香港配音：譚炳文）

段田煙火店的老闆。負責製作「東京灣彩虹煙火大會」的煙火。

##### 第九章：擾亂
- 高藤英治（47歲） - 生瀨勝久 （香港配音：李錦綸）

文化教室（近似台灣的社區大學）物理學講師、栗林宏美的朋友。10年前在東京工業化學大學擔任講師，某次發表論文的場合上，在聽眾席裡的湯川，對他的理論提出了質疑，因而對湯川懷恨在心。
- 上田重之  - 岡本正仁

被「惡魔之手」所害的第1位被害者。大樓窗戶清潔員。因不明原因墜樓身亡。
- 石塚清司（25歲）  - 石川賢二

被「惡魔之手」所害的第2位受害者。下班後回家途中突然感到激烈的頭痛，在過平交道時從自行車上摔下，被列車輾斃。
- 加藤由美  - 內日香織

醫院護理師。高藤的同居女友。幾天前回到自宅後，就突然下落不明。
- 開車的女子  - MEGUMI（客串演出；香港配音：陸惠玲）

在國道開車時耳中突然出現雜音，平衡感出現異常，所幸自己保持冷靜，沒有發生意外。接受岸谷詢問時表示，事件發生之後去醫院接受檢查，身體並沒有任何異常。
- 小倉智昭  - 本人飾演（香港配音：招世亮）

談話節目主持人。湯川為該集節目的來賓。

##### 最終章：聖女的救贖（前篇、後篇）
- 真柴（三田）綾音  - 天海祐希[4]（香港配音：黃玉娟）

經營幼兒教室「向日葵會」。湯川學國中同學，初戀對象是湯川學。兩人因為一起案件而再次相會。
- 真柴義之  - 堀部圭亮 （香港配音：蘇強文）

綾音的丈夫，因為幼年時期的慘痛經歷而病態的想要自己的孩子。
- 若山晴美  - 山口紗彌加（香港配音：詹健兒）

幼兒教室「向日葵會」的主任兼幼保老師。
- 加藤  - 音尾琢真（前篇；香港配音：葉振聲）
- 允娜  - 具荷拉（KARA）（前篇；香港配音：何璐怡）

2人為「M Systems」公司的員工。
- 津久井潤子  - 相澤直美（前篇）

插畫家。曾與義之交往。一年前自殺身亡。
- 田澤範子 - 光浦靖子（後篇）（香港配音：黃麗芳）

宗教團體「樅樹會」信徒。下雨時總是會撐著紫色雨傘出門。
- 小林梓 - 村岡希美（後篇）

小林婦產科醫院醫師。負責救治綾音腹中的胎兒。

#### 特別篇「伽利略XX：内海薰最後的案件」
- 當摩健斗 - 柳樂優彌（香港配音：李凱傑）

長野縣警察御坂警察署刑事課強行犯系刑警，警階為巡査部長，綽號呆摩，負責後方支援及網絡罪行搜證。家景富裕，與父母同住，喜愛動漫電玩。與內海一同調查岩見千加子殺害事件。
- 上念研一  - 中山裕介（日语：ユースケ・サンタマリア）（香港配音：李錦綸）

「太陽居家服務派遣中心」所屬的居家服務員。涉嫌殺害岩見千加子，被全國通緝。曾是電玩遊戲的設計者，被譽為天才腳本師，後因為抄襲嫌疑而被相關業界拒於門外。
- 關岡郁夫  - 伊武雅刀（香港配音：張炳強）

長野縣警察御坂警察署刑事課強行犯系刑警。在警視廳擔任刑事時曾是髙崎的部下。事件發生時，還有兩個月便退休。
- 髙崎依子  - 余貴美子（香港配音：袁淑珍）

御坂警察署署長。九年前，在警視廳擔任刑事時負責偵辦猿渡雄吉的殺人事件。
- 間宮昌明 - 茂呂師岡（師岡三智雄）（香港配音：譚炳文）

東京警視廳貝塚北警察署刑事課強行犯系系長，警階為警部。內海的上司。
- 多多良  - 永島敏行（香港配音：盧國權）

東京警視廳刑事部搜查一課的管理官。
- 神田  - 鄭龍進（香港配音：蕭徽勇）
- 岩見千加子  - 大路惠美（香港配音：朱妙蘭）

隆治與芙美的女兒。牙醫助手。
- 岩見芙美  - 池田道枝

千加子的母親。岩見隆治之妻。住在長野縣御坂市北品町，認知症患者。
- 岩見隆治  - 神崎孝一郎 （香港配音：林保全）

千加子的父親。 據稱是自殺身亡，生前曾擔任記者，正在追查猿渡雄吉冤案的真相。
- 甲本章雄  - 瀧藤賢一 （香港配音：馮錦堂）

信濃新報的社會部記者。當內海抵達御坂警察署之後，主動提出合作調查，後為兇嫌滅口。
- 堀口  - 梅澤昌代（香港配音：雷碧娜）

「太陽居家服務派遣中心」所長。
- 瀧山充幸  - 近藤公園 （香港配音：張錦江）

律師。上念研一殺人事件的辯護律師團成員之一，也是猿渡雄吉案的辯護律師。

## 主題曲及插曲
第一季
- 片頭曲：「vs. 〜知覺與快樂的螺旋〜」－ 福山雅治（作曲兼編曲）
- 主題曲（片尾曲）：「亲亲」－ KOH+（柴咲幸與福山雅治特別為本劇所組成的團體）

第二季
- 片頭曲：「vs.2013 〜知覺與快樂的螺旋〜」－ 福山雅治（作曲兼編曲）
- 主題曲（片尾曲）：[5]
  - 「恋の魔力」－ KOH+（日）；
  - A-Lin+（與A-Lin特別為本劇所組成的團體）（台／港）；

兩季皆有
- 原聲音樂：福山雅治、菅野祐悟

## 每集標題及收視率
| 第一季                    | 第一季                                                     | 第一季 | 第一季             | 第一季           | 第一季           | 第一季           | 第一季           | 第一季           |      |
| 各集                      | 原作標題                                                   | 副題 | 中文標題           | 劇本             | 播放日期及收視率 | 播放日期及收視率 | 播放日期及收視率 | 播放日期及收視率 |      |
| 各集                      | 原作標題                                                   | 副題 | 中文標題           | 劇本             | 日本關東地區     | 日本關東地區     | 香港             | 香港             |      |
| ------------------------- | ---------------------------------------------------------- | --- | ------------------ | ---------------- | ---------------- | ---------------- | ---------------- | ---------------- | ---- |
| 第一章                    |                                                            | 怪人天才科學家 | 燃燒               | 福田靖           | 2007年10月15日   | 24.7%            | 2008年9月21日    | 20點             |      |
| 第二章                    |                                                            | OL被殺和在天空飛翔少年之謎！ | 出竅               | 福田靖           | 2007年10月22日   | 22.1%            | 2008年9月28日    | 15點             |      |
| 第三章                    |                                                            | 消失的丈夫和幽靈棲息的黑色之家！ | 顯靈               | 福田靖 古家和尚  | 2007年10月29日   | 21.3%            | 2008年10月5日    | 17點             |      |
| 第四章                    |                                                            | 美麗的天才殺人犯的危險誘惑 | 壞死               | 福田靖           | 2007年11月5日    | 23.6%            | 2008年10月12日   | 18點             |      |
| 第五章                    |                                                            | 火團之謎和完全密室殺人 | 絞殺               | 古家和尚         | 2007年11月12日   | 22.9%            | 2008年10月19日   | 17點             |      |
| 第六章                    |                                                            | 未來之戀和只有二人的漫長夜晚 | 夢想               | 松本歐太郎       | 2007年11月19日   | 21.4%            | 2008年10月26日   | 18點             |      |
| 第七章                    |                                                            | 美麗妻子的愛之恐怖殺人裝置 | 預知               | 古家和尚         | 2007年11月26日   | 21.9%            | 2008年11月2日    | 21點             |      |
| 第八章                    |                                                            | 告知殺人事件的姐姐幽靈！ | 見鬼               | 古家和尚         | 2007年12月3日    | 19.9%            | 2008年11月9日    | 20點             |      |
| 第九章                    |                                                            | 惡魔出手的連續殺人 | 爆炸 前編          | 古家和尚         | 2007年12月10日   | 21.7%            | 2008年11月16日   | 19點             |      |
| 最終章                    | 聖誕夜吻我吧！                                             | 爆炸 後編 | 福田靖 古家和尚    | 2007年12月17日   | 19.6%            | 2008年11月23日   | 19點             |                  |      |
| 第一季平均收視率          | 第一季平均收視率                                           | 第一季平均收視率 | 第一季平均收視率   | 第一季平均收視率 | 21.9%            | 21.9%            | 18.5 點          | 18.5 點          |      |
| 第Φ章[特別篇]             |                                                            | 伽利略Φ 藍色大海的超密室殺人 華麗的美女們與伽利略誕生的秘密！！                                                                                  | 操縱               | 福田靖           | 2008年10月4日    | 20.8%            | 2008年12月21日   | 23點             |      |
| 第Φ章[特別篇]             | 2009年12月28日                                             | 伽利略Φ 藍色大海的超密室殺人 華麗的美女們與伽利略誕生的秘密！！                                                                                  | 操縱               | 福田靖           | 15.2%            | 2008年12月28日   | 21點             |                  |      |
| 第二季                    |                                                            | |                    |                  |                  |                  |                  |                  |      |
| 各集                      | 原作標題                                                   | 副題 | 中文標題           | 劇本             | 播放日期及收視率 | 播放日期及收視率 | 播放日期及收視率 | 播放日期及收視率 |      |
| 各集                      | 原作標題                                                   | 副題 | 中文標題           | 劇本             | 日本關東地區     | 日本關東地區     | 香港             | 香港             | 香港 |
| 第一章                    |                                                            | 怪人歸來！第1話是物理學對念力！！ | 幻惑               | 福田靖           | 2013年4月15日    | 22.6%            | 2013年7月6日     | 12點             |      |
| 第二章                    |                                                            | 招來死亡的水晶鍊子！怪人vs美少女 | 指標               | 福田靖           | 2013年4月22日    | 20.5%            | 2013年7月13日    | 15點             |      |
| 第三章                    |                                                            | 復仇的亡靈公司內部連續死亡事件！ | 心聽               | 福田靖           | 2013年4月29日    | 21.1%            | 2013年7月20日    | 13點             |      |
| 第四章                    |                                                            | 無型態侵入者魔球之謎！隔空放火 | 曲球               | 福田靖           | 2013年5月6日     | 20.9%            | 2013年7月27日    | 15點             |      |
| 第五章                    |                                                            | 距離200公里的目擊者！雙胞胎之謎！ | 念波               | 福田靖           | 2013年5月13日    | 19.9%            | 2013年8月3日     | 13點             |      |
| 第六章                    |                                                            | vs女性科學家！！空白的20分鐘的殺人術 | 密室               | 福田靖           | 2013年5月20日    | 20.4%            | 2013年8月10日    | 14點             |      |
| 第七章                    |                                                            | 穿牆！？傳說的天狗殺人事件！ | 偽裝               | 福田靖 仁志光佑  | 2013年5月27日    | 19.7%            | 2013年8月17日    | 14點             |      |
| 第八章                    |                                                            | vs瘋狂的女主角！夜空下翩翩起舞的煙火，開啟殺人劇場的序幕！                                                                                       | 演技               | 福田靖           | 2013年6月3日     | 19.5%            | 2013年8月24日    | 14點             |      |
| 第九章                    |                                                            | 狙擊湯川！！惡魔之手的恐怖實驗 | 擾亂               | 福田靖           | 2013年6月10日    | 18.4%            | 2013年8月31日    | 14點             |      |
| 最終章                    |                                                            | 最終章·聖女的救贖－前編－ 以愛之名的完美犯罪！！                                                                                                 | 聖女的救贖（前編） | 福田靖           | 2013年6月17日    | 18.2%            | 2013年9月7日     | 12點             |      |
| 最終章                    | 最終章·聖女的救贖－後編－ 實在、實在、有趣！再見！湯川教授 | 聖女的救贖（後編） | 2013年6月24日      | 福田靖           | 19.1%            | 2013年9月14日    | 15點             |                  |      |
| 第二季平均收視率          | 第二季平均收視率                                           | 第二季平均收視率 | 第二季平均收視率   | 第二季平均收視率 | 19.9%            | 19.9%            | 13.7點           | 13.7點           |      |
| 伽利略XX-內海薰的最後案件 |                                                            | 系列演出者豪華總登場的完全新作特別篇 「隱藏在殺人犯移送背後的危險圈套與連續殺人！！」                                                            | 愚弄               | 池上純哉         | 2013年6月22日    | 15.3%            | 2013年9月21日    |                  |      |
| 伽利略-禁忌的魔術         |                                                            | 最新電影“沉默的遊行”上映紀念！ 完全新作特別篇播出 被殺害的被害人家中發現牆壁突然開了一個洞的影片 湯川學是犯人可能性出現!? 不說真相的湯川到底為何 | 禁忌的魔術         | 岡田道尚         | 2022年9月17日    | 10.3%            |                  |                  |      |

## 衍生影集
- 於2008年1月1日深夜時段的單篇劇，由北村一輝主演。
- 於2013年4月13日深夜時段撥出的連續劇，由澤部佑、柏木由紀主演，共11回。

## 相關產品
神探伽利略（NDS/NDSL/NDSi）

破案天才伽利略（NDS遊戲）

- 將本作遊戲化的作品，於2008年10月23日在日本發售。
- 选取电视剧中《燃烧》、《坏死》、《预知》、《爆炸》等故事改编而成，情节大多是电视剧的重现，只有最後一部分略有不同。

## 外部連結
- （日語） 官方網站 （页面存档备份，存于）
- （日語） 第二季官方網站
- （日語） 《Φ》官方網站 （页面存档备份，存于）
- （日語） 《XX》官方網站 （页面存档备份，存于）
- （日語） 《 禁忌的魔術》官方網站 （页面存档备份，存于）
- （日語） 富士電視台官方網站
- （日語） 嫌疑犯X的獻身(容疑者Xの献身)官方網站
- （繁體中文） 緯來日本台《破案天才伽利略》官方網站 （页面存档备份，存于）
- （繁體中文） 緯來日本台《破案天才伽利略2013》官方網站 （页面存档备份，存于）
- （繁體中文） 香港無綫電視《神探伽俐略2》官方網站 （页面存档备份，存于）
- （日語） 攝影取材問答集 （页面存档备份，存于）

## 電視節目變遷
| 日本富士電視台 星期一21:00-21:54                  | 日本富士電視台 星期一21:00-21:54                    | 日本富士電視台 星期一21:00-21:54            |
| ------------------------------------------------- | --------------------------------------------------- | ------------------------------------------- |
|                                                   | （2007年10月15日 - 2007年12月17日）                 |                                             |
| 初吻 （2007年7月9日 - 2007年9月17日）             | 沒有玫瑰的花店 （2008年1月14日- 2008年3月24日）     |                                             |
| 古書堂事件手帖 （2013年1月14日 - 2013年3月25日）  | （2013年4月15日 - 2013年6月24日）                   | SUMMER NUDE （2013年7月8日-2013年9月16日 ） |
| 週六Premium                                       |                                                     |                                             |
| 給伽利略的挑戰書 〜實驗的試驗〜 （2013年6月15日） | 伽利略XX：特別篇 內海薰最後的事件 （2013年6月22日） | （2013年6月29日）                           |

| 緯來日本台 富士哈日劇星期一至星期五 21:00-22:00 | 緯來日本台 富士哈日劇星期一至星期五 21:00-22:00                                                              | 緯來日本台 富士哈日劇星期一至星期五 21:00-22:00 |
| ----------------------------------------------- | --- | ----------------------------------------------- |
|                                                 | 破案伽利略 （2008年7月28日 - 2008年8月8日）                                                                  |                                                 |
| 花樣少年少女 （2008年7月9日- 2008年7月25日）    | 求婚大作戰 重播 （2008年8月11日 - 2008年8月25日） 求婚大作戰之嫁給我吧! 首播 （2008年8月26日 - 2008年8月27日） |                                                 |
| 緯來日本台 星期六 22:00-23:00                   | |                                                 |
| 女信長（後篇） （2013年4月6日）                 | 破案伽利略2013 （2013年4月20日 - 2013年6月29日）                                                             | 庶務二課2013 （2013年7月20日－2013年9月28日）   |

| 香港 無線電視翡翠台、高清翡翠台 星期日 22:30-23:30 2008年9月21日 22:30-23:40 2008年11月23日 22:30-23:45                                                     | 香港 無線電視翡翠台、高清翡翠台 星期日 22:30-23:30 2008年9月21日 22:30-23:40 2008年11月23日 22:30-23:45 | 香港 無線電視翡翠台、高清翡翠台 星期日 22:30-23:30 2008年9月21日 22:30-23:40 2008年11月23日 22:30-23:45 |
| --- | --- | --- |
| | 伽俐略 (2008年9月21日 - 2008年11月23日)                                                                 | |
| 沙田月滿樂安居 （2008年9月14日） （22:30 - 23:45） | 真的多謝你 （2008年11月30日） （22:30 - 23:45）                                                         | |
| 大龍鳳茶樓新張誌慶 （2008年12月14日） | 神探伽俐略之天才現身 （2008年12月21日）（22:00 - 23:30） （2008年12月28日）（22:00 - 22:55）                | 品味咖啡 （2009年1月4日 - 2009年3月8日） （22:00 - 22:30）                                              |
| 香港 無線電視翡翠台、高清翡翠台 星期六22:00-23:00 2013年7月6日及2013年9月14日 22:00-23:45 2013年8月17日及2013年8月24日 22:00-23:15 2013年9月7日 22:30-23:30 | | |
| 楊千嬅Minor Classics演唱會 （2013年6月29日） （22:00 - 23:30）                                                                                              | 神探伽俐略2 （2013年7月6日 - 2013年9月14日）                                                                | 愛神搭錯線 White Man （2013年9月21日） （22:00 - 23:00）                                                |
| 香港 無線電視高清翡翠台 星期六午夜連續劇 23:00-01:20 | | |
| 最強名醫 （2013年7月27日 - 2013年9月14日） | （2013年9月21日）                                                                                       | （2013年9月28日 - 2013年12月14日）                                                                      |

| 中国中央电视台电视剧频道 海外剧场 星期一至星期日 22:00-24:00 | 中国中央电视台电视剧频道 海外剧场 星期一至星期日 22:00-24:00 | 中国中央电视台电视剧频道 海外剧场 星期一至星期日 22:00-24:00 |
| ------------------------------------------------------------ | ------------------------------------------------------------ | ------------------------------------------------------------ |
|                                                              | 伽利略 （2010年6月24日 - 2010年6月28日）                     |                                                              |
| —                                                            | —                                                            |                                                              |
| 中国 星空卫视 星空强档剧场 星期一至星期五 21:30-22:30        |                                                              |                                                              |
| 东京DOGS （2013年11月3日 - 2013年11月17日）                  | 伽利略 （2010年11月18日 - 2010年12月2日）                    | 灰姑娘的姐姐 （2010年12月3日启播）                           |

| MY 101綜合台 星期四 22:00-23:00                                                       | MY 101綜合台 星期四 22:00-23:00                                                          | MY 101綜合台 星期四 22:00-23:00 |
| ------------------------------------------------------------------------------------- | ---------------------------------------------------------------------------------------- | ------------------------------- |
|                                                                                       | 破案伽利略 （2013年6月6日 - 2013年8月1日） 破案伽利略2 （2013年8月8日 - 2013年10月17日） |                                 |
| 變身指令 （2013年2月15日 - 2013年4月5日） 變身指令2 （2013年2月12日 - 2013年5月31日） | —                                                                                        |                                 |
| MY 101綜合台 星期六 20:00-22:00                                                       |                                                                                          |                                 |
| 電視冠軍                                                                              | 破案天才伽利略XX：特別篇 內海薰最後的事件 （2013年7月6日）                                   | 電視冠軍                        |

| Astro全佳HD 星期六 21:00-22:00 | Astro全佳HD 星期六 21:00-22:00                                    | Astro全佳HD 星期六 21:00-22:00 |
| ------------------------------ | ----------------------------------------------------------------- | ------------------------------ |
|                                | 伽利略2 （2015年12月12日 - 2016年2月27日）                        |                                |
| —                              | 天天向上 (与中国紧接隔天后播出) (2016年3月5日 - ) (20:00 - 22:00) |                                |